# Dentelaire du Cap
Plumbago auriculata
Espèce
Plumbago auriculata, la Dentelaire du Cap (ou plus rarement Dentellaire du Cap ou Plumbago du Cap), est une plante grimpante ornementale originaire d'Afrique du Sud appartenant à la famille des Plumbaginaceae.

## Description

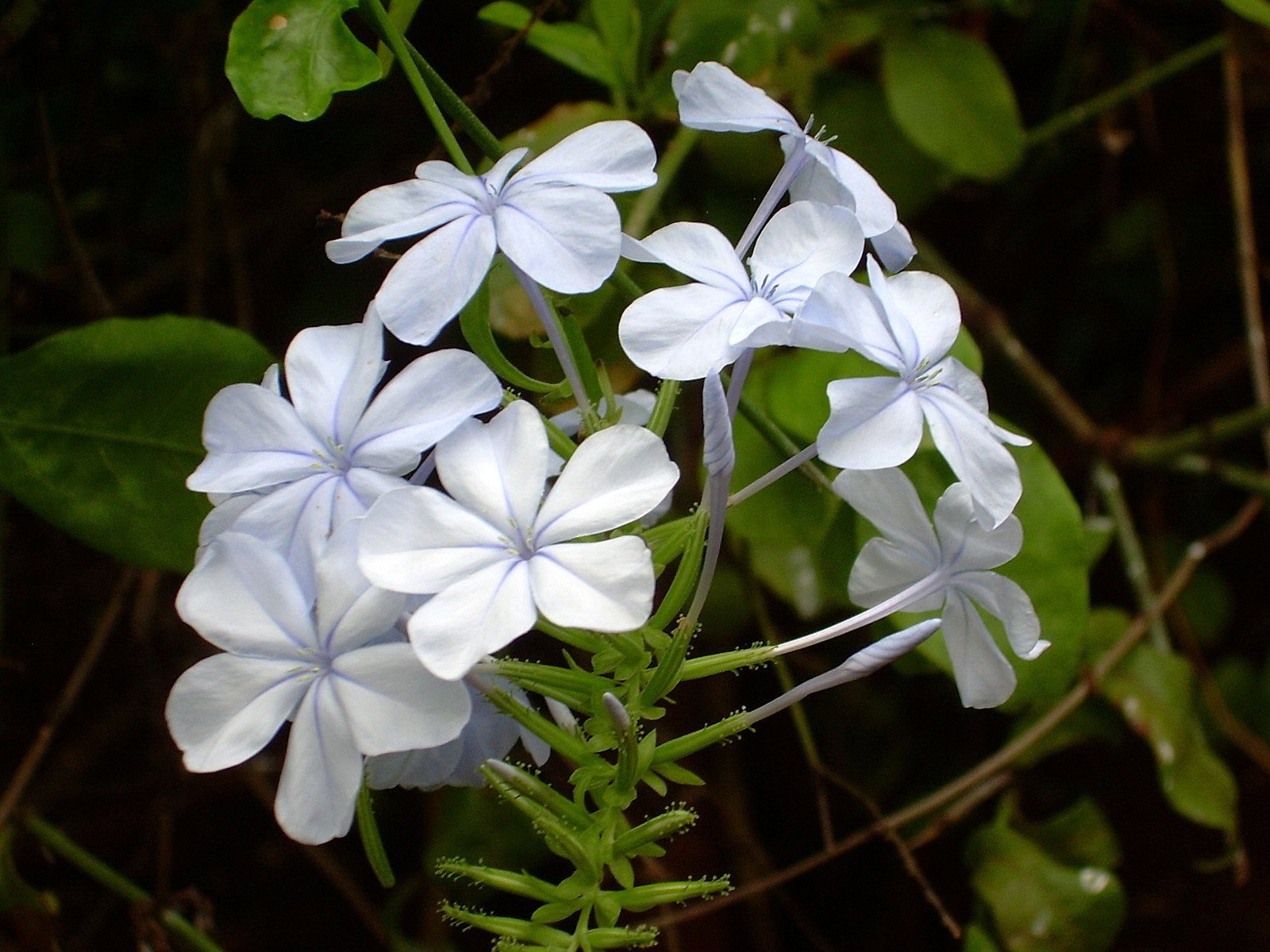
Fleurs de Dentelaire du Cap

## Synonymes
- Plumbago capensis
- Plumbago grandiflora